# Социальная экология
Социа́льная эколо́гия — научная дисциплина, рассматривающая взаимоотношения социальных групп в сфере природопользования.

## Виды социальной экологии
Социальная экология делится на такие виды:
- экономическая
- демографическая
- урбанистическая
- футурологическая
- правовая

## Основные задачи и проблемы
Основной задачей социальной экологии является изучение механизмов воздействия человека на окружающую среду и тех преобразований в ней, которые выступают результатом человеческой деятельности.
Проблемы социальной экологии в основном сводятся к трем основным группам:
- планетарного масштаба — глобальный прогноз на население и ресурсы в условиях интенсивного промышленного развития (глобальная экология) и определение путей дальнейшего развития цивилизации;
- регионального масштаба — изучение состояния отдельных экосистем на уровне регионов и районов (региональная экология);
- микромасштаба — изучение основных характеристик и параметров городских условий жизни (экология города или социология города).

## Теоретические концепции и социальное движение
Социальная экология развивается и позиционируется как академическая область, а также как социальное движение. В последнем случае она также является критической социальной теорией.
В понимании зелёного активиста Мюррея Букчина, а также продолжателей его идей, например, Джанет Биэль, социальная экология направлена на критику текущих социальных, политических и антиэкологических трендов, и представляет собой перестраивающий (реконструирующий), экологический, коммунитарный (общинный) и этический подход к обществу, в котором живут люди, на основе продвижения прямой демократии и конфедеративной политики.
Как совокупность идей, социальная экология предусматривает моральную экономику, которая предлагает выйти за рамки дефицита и иерархий, к новой гармонии отношений сообществ людей с миром природы, где признаются ценности разнообразия, творчества и свободы. М. Букчин полагает, что корни нынешних экологических и социальных проблем могут быть прослежены к иерархическим (или, в его терминах — «кирархических» (kyriarchical)) режимам общественной организации.
Социальные экологи утверждают, что системной проблеме иерархии не могут быть противопоставлены действия отдельных людей, «действия в одиночку», и в частности — этичное потребление (этичный консьюмеризм); этой проблеме в больших нюансах соответствует этическое мышление и коллективная деятельность, основанная на радикальных демократических идеалах.
В эссе «Что такое социальная экология?» Букчин суммирует смысл социальной экологии следующим образом:
Социальная экология базируется на убеждении, что почти все наши современные экологические проблемы происходят из укоренившихся социальных проблем. Из этого следует, с этой точки зрения, что эти экологические проблемы не могут быть поняты, уже не говоря об их решении, без осторожного понимания нашего современного общества и нелогичности, которая доминирует над ним. Уточним данный момент: экономический, этнический, культурный и гендерный конфликты, среди прочих, лежат в центре самых серьезных экологических неурядиц, перед которыми мы оказываемся сегодня порознь, конечно, в отличие от тех, которые создаются стихийными бедствиями.

## Представители
- Мюррей Букчин
- Джанет Биэль